# Ambassade du Canada en Chine
 (mai 2025).
Si vous disposez d'ouvrages ou d'articles de référence ou si vous connaissez des sites web de qualité traitant du thème abordé ici, merci de compléter l'article en donnant les références utiles à sa vérifiabilité et en les liant à la section « Notes et références ».
L'ambassade du Canada en Chine est la représentation diplomatique du Canada en Chine. Ses bureaux sont situés au 19 Dongzhimenwai Dajie, dans le district de Chaoyang de la capitale chinoise Pékin.

## Mission

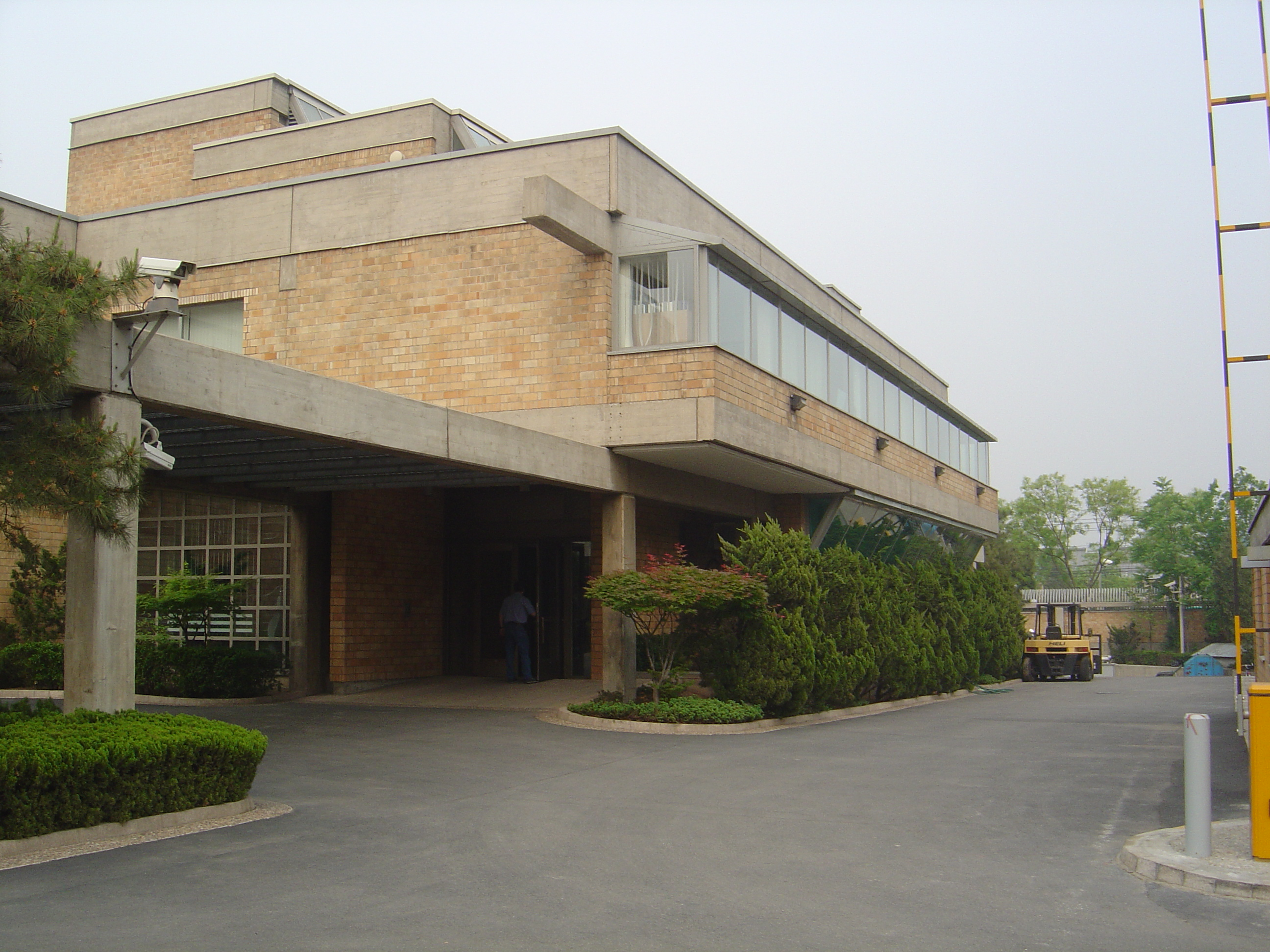
Ambassade du Canada en Chine

Cette ambassade est responsable des relations entre le Canada et la Chine et offre des services aux Canadiens en sol chinois.
On retrouve également 4 consulats en Chine :
- Consulat général du Canada à Hong Kong
- Consulat général du Canada à Shanghai
- Consulat général du Canada à Chongqing
- Consulat général du Canada à Canton.

## Ambassadeurs

### Auprès de larépublique de Chine
- 1942 - 1946 : Victor Odlum (envoyé)
- 1946 - 1946 : George Sutton Patterson (chargé d'affaires)
- 1946 - 1946 : Thomas Clayton Davis

### Auprès de larépublique populaire de Chine
- 1946 - 1946 : Thomas Clayton Davis
- 1946 - 1951 : Chester Ronning (chargé d'affaires)
- 1971 - 1971 : John MacLeod Fraser (chargé d'affaires)
- 1971 - 1972 : Ralph Edgar Collins
- 1972 - 1976 : Charles John Small
- 1976 - 1980 : Arthur Menzies
- 1980 - 1984 : Michel Gauvin
- 1984 - 1987 : Richard Vessot Gorham
- 1987 - 1990 : Earl Gordon Drake
- 1990 - 1994 : M. Fred Bild
- 1994 - 1995 : John Lawrence Paynter
- 1996 - 2001 : Howard Balloch
- 2001 - 2005 : Joseph Caron
- 2005 - 2009 : Robert G. Wright
- 2009 - 2012 : David Mulroney
- 2012 - 2016 : Guy Saint-Jacques
- 2017 - 2019 : John McCallum
- 2019 - 2019 : Jim Nickel (chargé d'affaires)
- 2019 - 2021 : Dominic Barton
- 2021 -      : Jennifer May